# Josef Serczuk
Josef Serczuk, Józef Sierczuk (hebr. יוסף סרצ'וק) ps. Jożik (ur. w 1919 w Chełmie, zm. 6 listopada 1993 w Tel Awiwie) – dowódca grupy żydowskich partyzantów działających wokół Lublina w czasie niemieckiej okupacji.

## Życiorys
Po śmierci rodziców i pozostałych członków rodziny zabitych w getcie w 1941 Serczuk wraz z bratem Dawidem został wywieziony do Sobiboru. Po jednym dniu w obozie uciekł z bratem do najbliższego lasu i razem z innymi ocalałymi utworzył trzon grupy partyzanckiej. W czasie wojny do grupy dołączali Żydzi zbiegli z pobliskich gett i z obozu zagłady w Sobiborze. Wśród nich był powojenny pisarz Dow Freiberg (1927–2008).
Zmarł 6 listopada 1993 w Tel Awiwie w wieku 74 lat.